# アイヌの歴史

本記事でのアイヌ史の歴史区分

アイヌの歴史（アイヌのれきし）では、アイヌ民族の歴史を解説する。歴史区分についてはアイヌ史の時代区分、和人側の歴史上のアイヌ観については蝦夷も参照のこと。
かつて、アイヌは13世紀ごろに北海道に移入してきた民族とする説があったが、現在では集団交替説を唱える研究者はおらず、アイヌの歴史は縄文時代からアイヌ文化期まで、周辺文化を選択的に受容しつつ緩やかにかつ連続的に移行していったとするのが定説である。こうした考古学的見地は、ヒトゲノムによる研究とも親和的である。縄文時代以降の本州の多くは大陸系集団と混血し和人となったが、北海道周辺では大陸系の影響がほとんどなく、10世紀に道北・道東ではオホーツク人と15世紀以降に道南では和人と僅かに混血したのみで、そのルーツは縄文人に近いと考えられている（→アイヌ#遺伝的起源）。
その一方で、アイヌ文化はいつまで遡れるのかという歴史上の問いがある。アイヌ文化には古くから狩猟採集というイメージがあるが、考古学的な研究により交易を中心とした文化と捉え直されるようになった。北海道は古代から周辺地域との交易・交流を通して広域的な文化が接触する領域であった。アイヌはその交易を担っていく中で、周辺地域の文化を選択的に吸収・翻案して独自の文化を形成してきた。アイヌの歴史は、そうした地政的な環境に加えて北海道周辺の自然に根差して生成された独自の文化・民族の変容の過程と言い換えることができる。それゆえアイヌの歴史の解明には考古学的な研究に加えて、北東アジア世界との相互依存的・広域的な歴史との関連付けと、北海道周辺の自然環境も考慮する必要がある。

## 旧石器時代
2023年現在、北海道内で発見されている最古の旧石器は約3万年から2万5千年前とされている。これらは本州と共通する石器類で、大陸とのつながりは確認できない。2万年ごろからナイフ形石器が現れるが、道東では本州にみられない独自の広郷型ナイフ形石器が出土するのに対し、道央から道南では本州と同系統のナイフ形石器が出土している。
いっぽうで大陸産の石や琥珀を使った装身具や、鉱物性の顔料には大陸の影響もうかがえる。

## 縄文時代

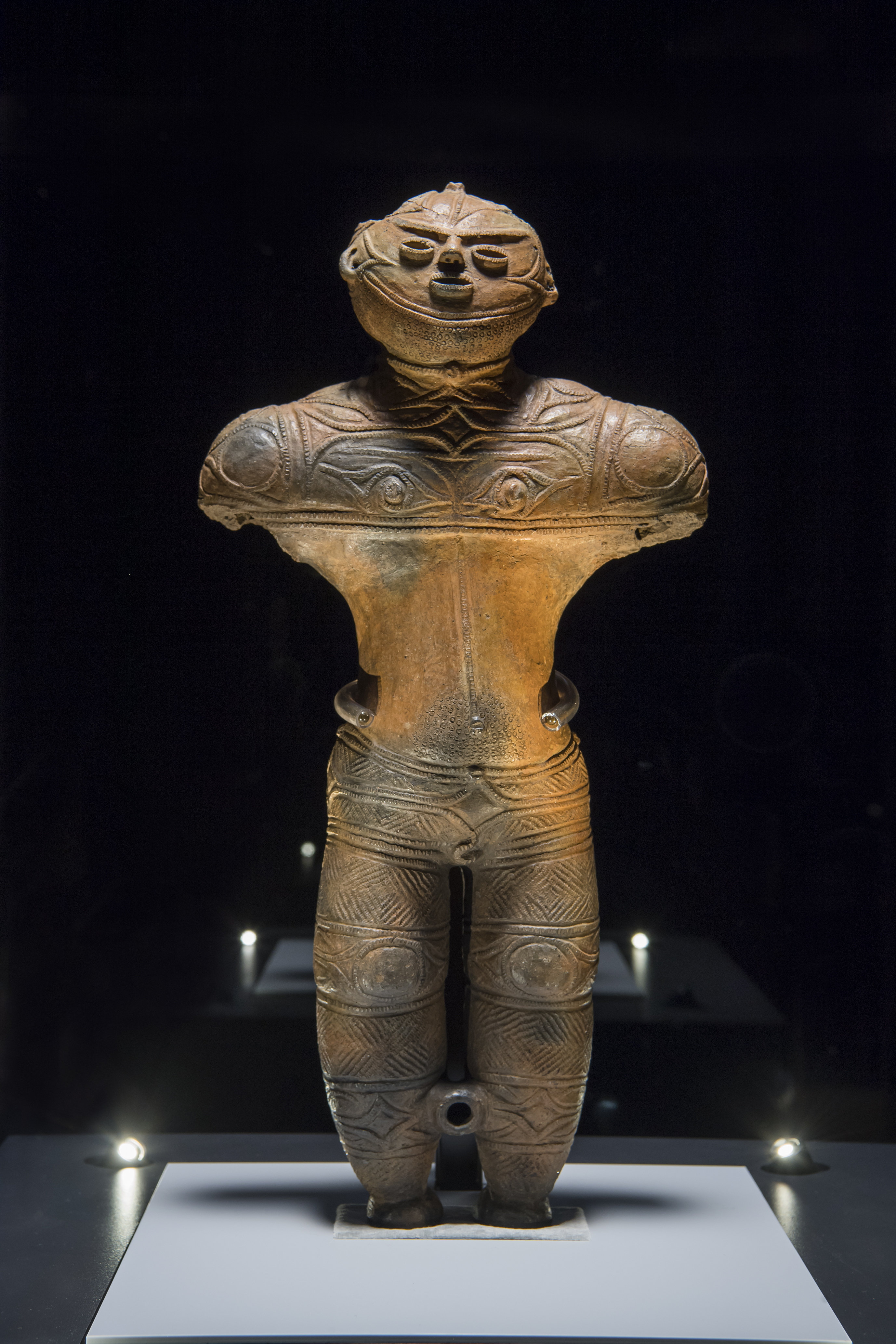
中空土偶。著保内野遺跡出土。縄文時代後期後半（約3500年前）。

道内の縄文文化は石狩低湿地帯および黒松内低湿地帯を境として道東・道央・道南に大別されるが、道南は縄文時代を通じて本州北部と一体の文化圏を形成していた。遺跡としては、苫小牧市静川遺跡（縄文時代中期末から後期初頭）や千歳市丸子山遺跡（縄文中期後半）などの祭祀遺跡、千歳市キウス周堤墓などの共同墓地、函館市垣ノ島遺跡などの集落跡が挙げられる。
2023年現在、最も古い土器は帯広市から出土した約1万4千年前のものである。文様は東日本の縄文創成期と同系統で、共伴する石器類の種別も本州と変わりない。また道内の縄文早期の特徴として石刃鏃文化が挙げられる。石刃鏃とは白滝産黒曜石を原料とし漁撈用の鏃とされ、道東北部を中心に石狩平野からサハリン・アムール川流域まで分布している。石刃鏃と共伴する土器はアムール櫛目文に類似する文様をもち、樺太経由で南下した人々がいたと考えられる。
縄文後期から晩期にかけて葬送儀礼に大きな変化が起こり、環状列石や集団墓地が現れる。キウス周堤墓では土量3400立方メートルにも及ぶ大規模な土木工事が行われており、首長層の存在と土木工事に専従する人員を養う高い生産力を有する社会があったと推定されている。ただし、縄文中期ごろの墓制は首長単独の墓ではなく共同墓地であることが特徴であり、副葬品にも差異はみられず階層化は緩やかであった。
縄文晩期に至ると周堤墓は造られなくなり、多数の副葬品が出土する首長墓が現れる。それらの副葬品には実用に向かない形だけを整えた製品が含まれていることが特徴で、それらは集落の住民から首長墓へのお供え物だと考えられている。
また道内から出土する糸魚川のヒスイ、八戸市是川中井遺跡の漆から検出された道産の硫化水銀、道内で出土するイノシシの骨などから、本州との交易および祭祀等の信仰・思想の共有があったと考えられている。

## 続縄文時代

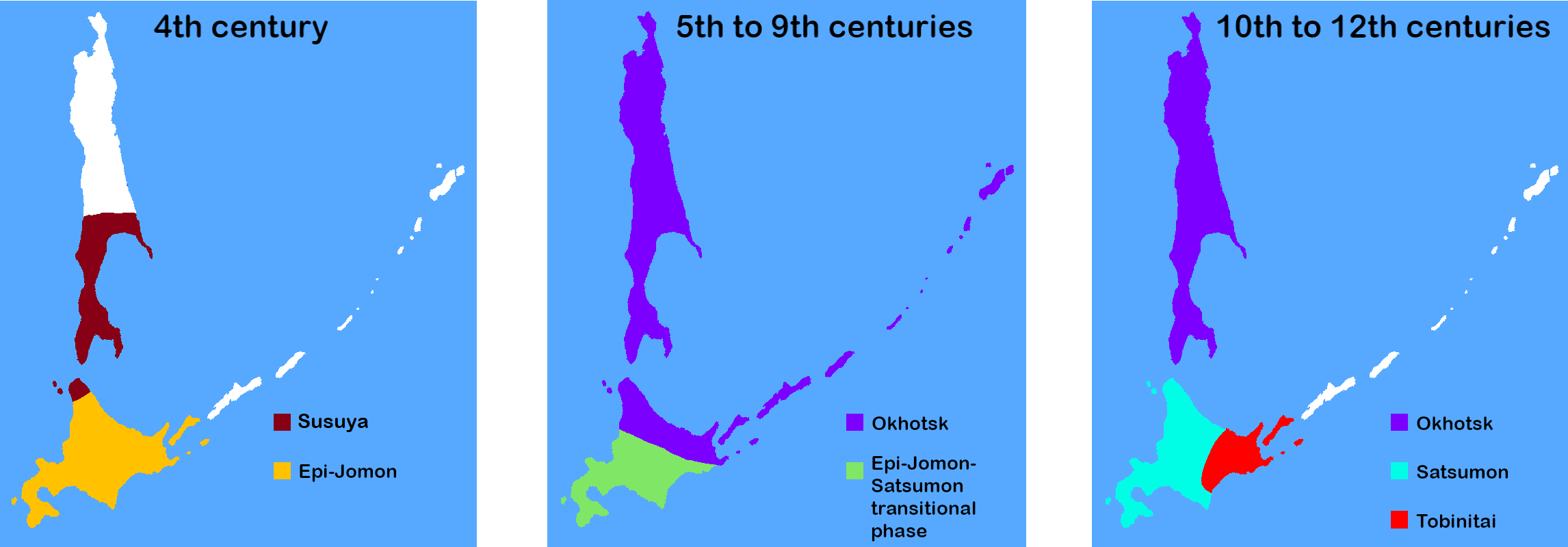
北海道、樺太の時代による文化変遷の図。4世紀は北海道全域が続縄文文化、樺太はオホーツク文化の前段階とされる「鈴谷文化」。5世紀は北海道の大半が続縄文から擦文文化への転換期。オホーツク海沿岸に樺太、千島列島はオホーツク文化。10世紀から12世紀は北海道の大半が擦文文化でオホーツク文化人は樺太に撤退、根室、釧路地方にはトビニタイ文化が成立

続縄文時代（紀元前5世紀から紀元後7世紀前半）とは、おおよそ本州以南の弥生時代（続縄文前期）と古墳時代（続縄文後期）に並行する時代区分である。弥生時代に本州では稲作が広まるが、道内の続縄文人はこれを受容せず、本州と毛皮などを交易する商業的狩猟民となった。続縄文文化については稲作文化に比べて劣ったイメージで語られることが多かったが、藤井強らによってアイヌ文化へと続く北の文化の基礎として高く評価されるようになっている。続縄文後期には道内の続縄文人が東北地方へ南下し、代わって道北から道東にかけてオホーツク人が南下してきた（→#オホーツク文化期）。

### 続縄文前期
続縄文時代の前期の終わりは後北C1式土器が指標とされ、おおよそ2世紀ごろまでと考えられている。本州で弥生文化が広まっていく中で、道内の続縄文人が稲作を行わなかったのは寒冷な気候によるものとするのが定説だが、青森県でも弥生時代の水田が確認されていることからあえて水田耕作を行わなかったとする説もある。
続縄文前期でも本州との交易は継続していた。道内の遺跡からは、鉄器・碧玉製管玉・ガラス玉などのほか、奄美諸島などの貝製品など本州でも首長層にしか手に入れられない貴重品が出土している。これらの交易品の対価として、道内から本州に流通した商品は定かではないが、せたな町南川遺跡の工房跡からはメノウ製の石錐が大量に出土していることや、のちの時代にも本州で道産の毛皮が珍重されていることから、毛皮製品を本州に送っていた可能性が指摘されている。瀬川拓郎は、稲作を受容しなかった続縄文人は、縄文文化を継承しつつ狩猟により得られた毛皮などを交易に特化した独自の文化を展開していったと推測している。また、白老町アヨロ遺跡や江別市元江別1遺跡などの首長墓からは前述した弥生文化の貴重品が集中的に出土する。こうした傾向から、首長が弥生人との交易を行う中で、集落内の階層化が深まっていったと考えられている。
この時期、道南では骨角製の銛頭・魚形石器製の疑似餌・マグロなどの回遊魚やオヒョウ・タラなどの底生魚を対象とする独特な漁撈文化、あるいはオットセイなどを対象とした海獣猟を活発に行うようになる（恵山文化）。一方で道北の礼文島浜中2遺跡ではクジラの骨製のアワビ漁の道具や銛、食用にされた弥生犬の骨が出土している。また、せたな町貝取澗2遺跡や余市町フゴッペ洞窟からは卜骨が発見されている。これらの道具類あるいは文化は、同時期の西日本の日本海側から北部九州にみられるものと共通する点が多く、西本豊弘や山浦清らは続縄文人と弥生人の交易を担ったのは九州北部の海民と推測している。また河川漁撈も盛んで、江別太遺跡ではテㇱ（アイヌ文化でサケの遡上をとめて捕獲するための簗）と同じ遺構が確認されている。
土器は道南で弥生土器の影響を受けた恵山式土器、道央では恵山式土器の影響を受けた江太式土器が見られる一方で、道北や道東では弥生土器の影響を受けない興津式・下田ノ沢式などが分布する。土器の分布と共通するのが装身具で、道南や道央では貝製白玉や本州産碧玉が好まれるが、道北や道東ではサハリン産の琥珀玉が多い。
続縄文前期の出土品で注目されるのが、芦別市滝里安井遺跡・北見市常呂川河口遺跡など各地で出土するクマの頭部彫刻である。これは近世アイヌがイオマンテで用いた着装品（アイヌ語:サパウンペ、もしくはサパンペ）のクマ彫刻との類似性が指摘されている。

### 続縄文後期

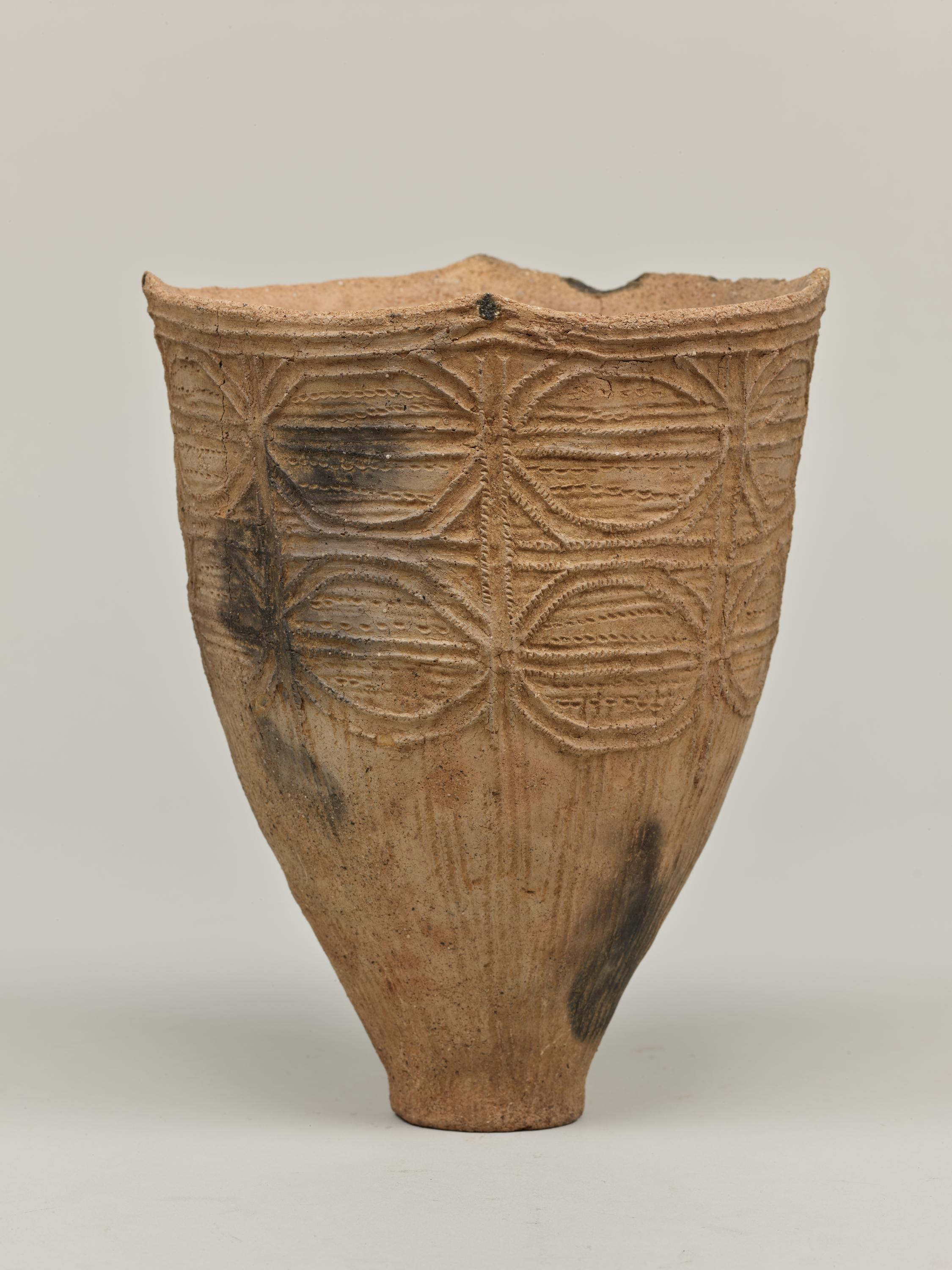
続縄文土器。北海道長沼町東1線北15番地出土。続縄文時代(後期)。

続縄文時代の後期は後北C2・D式土器を指標とし、本州の古墳時代と同時期の3世紀ごろに始まるとされる。続縄文文化は、物質面で縄文文化と共通性が高いものの、移動性の高い住居や鉄器の外部依存に本州などに見られない特徴がある。特に本州からもたらされた鉄器によって骨角器が加工されるようになり、皮なめし用の掻器を除けば石器が利用されなくなる。
この頃から続縄文社会に対外交易を意識した特定の生産活動の集約化が見られるようになり、近世アイヌ文化期まで継続する交易文化が形成されつつあったと考えられる。続縄文時代後期でも集団間に序列はなく、水平的なネットワークを形成していたと考えられている。
東北北部では弥生時代後期以降に人口の減少が確認できるが、これと入れ替わるように4世紀には続縄文人が東北北部へ南下していった。その範囲は仙台平野から新潟平野を結ぶラインまで及び、その前線地帯には続縄文人と古墳人が混住する中間地帯があったと考えられている。両者の関係は融和的で、同時期には道内で鉄器の流通が一気に拡大し、一方の古墳社会では道産の毛皮が流通していった。なお東北地方に見られるアイヌ語地名は、この続縄文人の勢力範囲と一致する範囲に濃く分布していることが指摘されている。
5世紀後半になると古墳社会は北上し、東北北部に奥州市中半入遺跡・八戸市田向冷水遺跡などの集落や七戸町森ヶ沢遺跡の続縄文人の墓が現れるが、これらの遺跡からは古墳文化と続縄文文化の両方の遺物が出土しており、続縄文人と古墳人が雑居する交易拠点であったと考えられる。6世紀に古墳社会がさらに北上し、東北地方で続縄文文化はほとんど見つからなくなる。東北地方から両文明の中間地帯は消失したが、両文化の交易は続縄文人が東北北部太平洋沿岸へ季節的に訪れる形で継続された。7世紀ごろの余市町余内山遺跡や恵庭市西島松5遺跡などから、刀子・鉄斧・鉄鎌・鉄鏃・刀剣類などが大量に出土している。
7世紀ごろヤマト王権では権威を示すために下賜する品として、北方交易でもたらされるヒグマの毛皮が珍重されていた。北方交易の直接統制を目論んだヤマト王権は、斉明天皇4年（658年）から阿倍比羅夫を派遣し、北方交易を取り仕切っていた東北地方日本海側の蝦夷を討伐し服属させる。さらに北上した阿倍は、斉明天皇6年（660年）に渡島の蝦夷を饗応した。この渡島の蝦夷を続縄文人とする説がある。阿倍は渡島の蝦夷の求めに応じて、弊賂弁嶋（へろべのしま・奥尻島とする説がある）の粛慎（オホーツク人）を討伐した。阿倍の討伐により続縄文人とオホーツク人の間に調停が結ばれ、持統10年（696年）には共同朝貢が行われている。

## オホーツク文化期

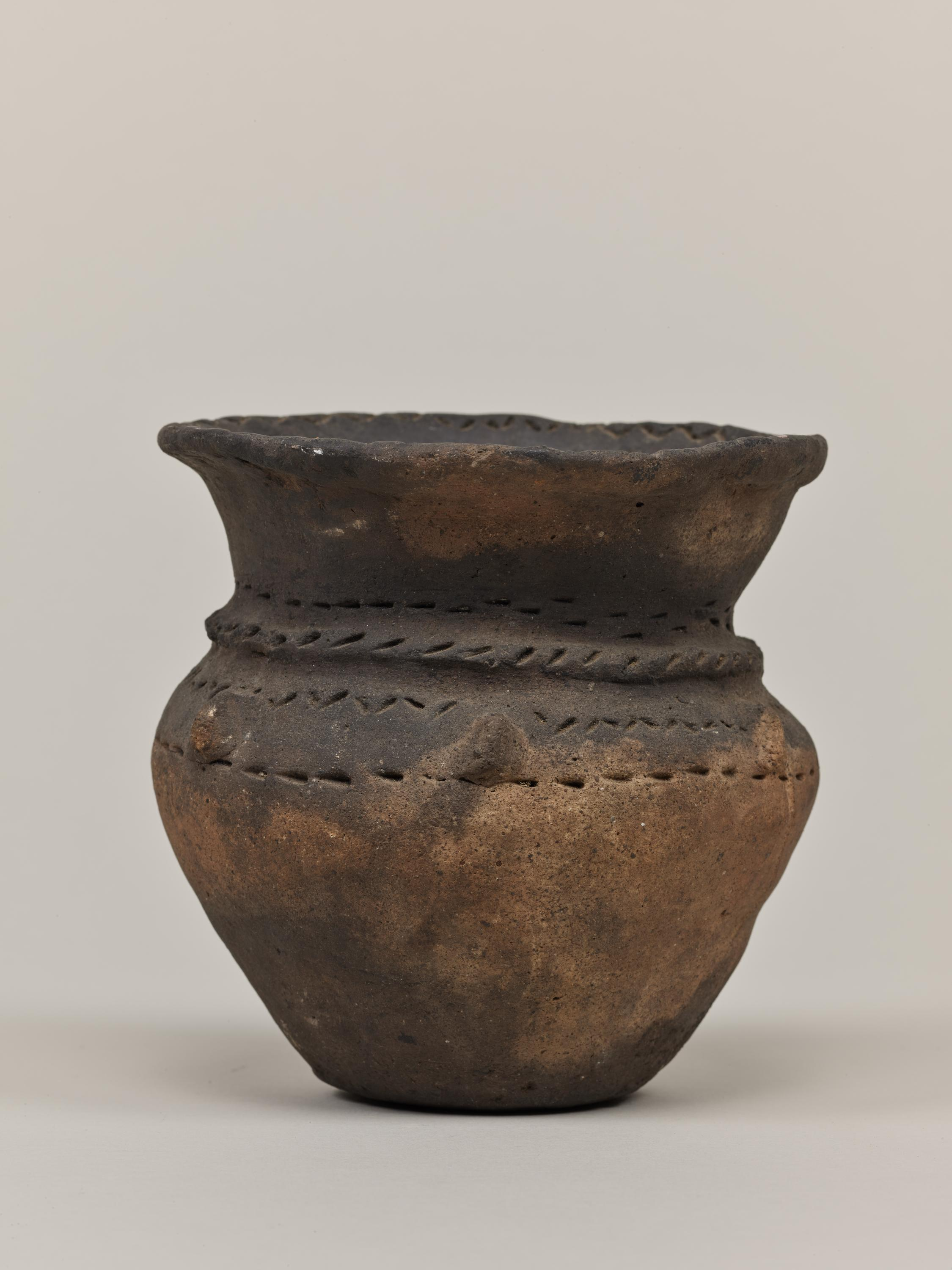
オホーツク土器。北海道根室市弁天島出土。オホーツク文化期・5から6世紀。

続縄文時代後期から擦文時代に並行して道北から道東に形成されたオホーツク文化も、アイヌ文化につながる源流のひとつと考えられている。オホーツク文化は海獣狩猟と海洋漁撈を生業とした文化である。起源については大陸のウリチ・サハリン在来のニヴフや樺太アイヌ・複数の周辺文化の複合などの諸説があるが、サハリンで形成された文化が北海道本島に南下してきたことは確実視されている。その特徴としては平面形状が五角形・六角形になる独特な竪穴建物にヒグマの骨などを祀る骨塚を設けることが挙げられ、ヒグマ信仰などに近世アイヌの精神文化との関連が指摘されている。また、担い手であるオホーツク人については『日本書紀』に現れる粛慎、『続日本紀』に現れる靺鞨（中国東北部の靺鞨とは別。読みは粛慎と同じアシハセ）、および7世紀の中国の史料に現れる流鬼と同一視する説が有力視されている。
同時期の北東アジアには、ロシア沿海地方から中国東北地方に靺鞨文化が分布し、オホーツク海北岸やカムチャッカ半島にはトカレフ文化・テヴィ文化・古コリャーク文化などの諸文化が存在した。オホーツク人はこれらの文化との交易を行い大陸産の鉄製品・青銅製品・玉製品などを入手する一方で、本州の和人からは蕨手刀などが流入していた。続縄文人の遺跡からもオホーツク人がもたらしたと考えられる大陸産装身具がわずかに確認されるが、続縄文人とオホーツク人の間に積極的な交流はみられない。両者は空白地帯を挟んで本島を二分し、やがて本州との交易をめぐって対立関係に至ったと考えられる。
オホーツク文化の起源は3世紀から4世紀にサハリン南部と道北に分布する鈴谷式土器に求められ、クロテンやラッコの毛皮を得るために本島に南下し、5世紀から6世紀に現れた刺突文をもつ十和田式土器をもって成立したとされている。7世紀に造られた土器に現れる刻文はサハリン北部から道東・千島列島まで分布するが、これらには北東アジアの靺鞨文化の影響が顕著にみられる。また日本海沿岸の島嶼（天売島・焼尻島・奥尻島など）にも拠点を設けたが、この場所をめぐってオホーツク人と続縄文人の間に対立が起こり、ヤマト王権の介入があったと考えられる（→#続縄文後期）。
8世紀から9世紀になると、沈線文や貼付文など、地域ごとに独自性を見えるようになる。9世紀には擦文文化の影響を受けて元地文化・トビニタイ文化が成立し、次第に擦文文化と同化していった（→#大陸交易とオホーツク人の同化）。またサハリンでは12世紀ごろまで存続するが、彼らはニヴフのルーツと考えられる。

## 擦文時代

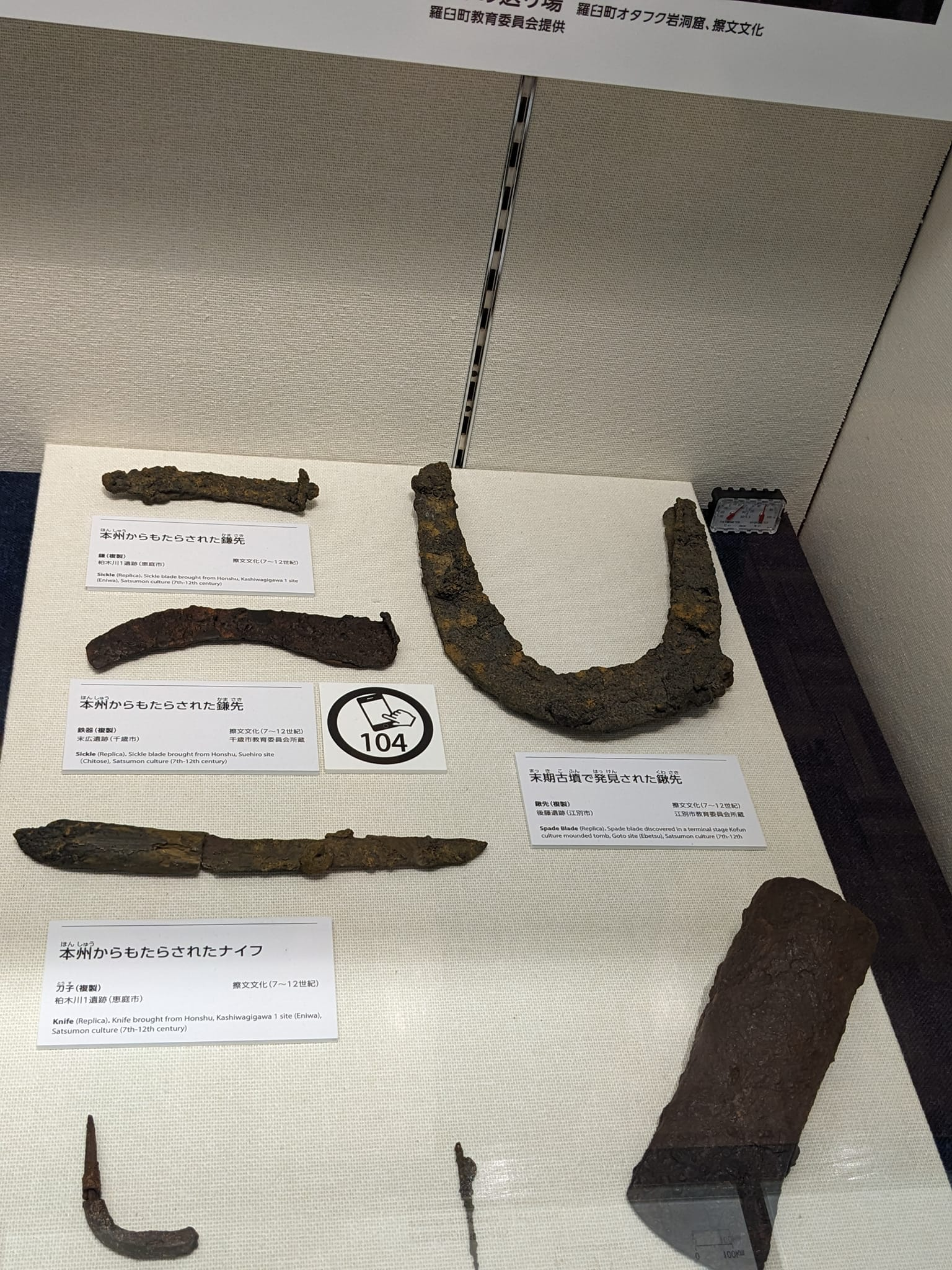
石狩低地の擦文遺跡から発掘された、本州渡来の刀子や鍬の刃（北海道博物館）

擦文時代（7世紀後半から13世紀）は、本州の飛鳥時代後期から平安時代に並行する時代区分である。擦文時代は本州と交易を行いつつ文化を選択的に受容した時代で、その文化圏は道南・道央から始まり青森県北部から道東・道北まで広がっていった。生業は狩猟・漁撈・採集を基礎としつつ雑穀栽培が行われ、石器がほぼ使われなくなり鉄器文化に移行した。また土師器の影響を受けた擦文土器の生産やカマドを設けた竪穴建物、北海道式古墳などには本州の文化の影響が指摘されている。それらは交易・交流によってもたらされたほか、ヤマト王権の遠征により東北地方から追われた蝦夷の移入もあったと考えられているが、移入の程度や規模については意見が分かれている。農耕文化の影響は、信仰面にも及んだと考えられる。アイヌ語の祭祀関係の言葉には、古代日本語からの借用語が多く見られ、古代日本の信仰の影響を受けた可能性が指摘されている。また、近世アイヌでみられた原始的な地機織りや外反をもつマキリも、この頃に伝わった形式を継承したものと考えられる。
擦文人社会は、渡島半島を勢力範囲として出羽柵を拠点としたヤマト王権と交易する日本海沿岸グループと、道央を勢力範囲として東北地方太平洋沿岸地域と交易する太平洋沿岸グループの2つの勢力があったと考えられている。また道央では北海道式古墳など東北地方の影響が強くみられ、蝦夷の移入が推定されている。蝦夷の移入は、太平洋側の苫小牧市付近から始まり、石狩低地帯を北上し札幌市付近まで北上した。狩猟採集を行う続縄文人と、雑穀栽培を行う蝦夷の生業は競合せず、融和的であった。ヒトゲノムの研究においても、アイヌと和人との混血が進んだ時期が7世紀ごろと推定されており、蝦夷の移入をきっかけに続縄文人との混血が進んだと考えられている。
擦文文化の特徴のひとつとして、墓地や墓がほとんど確認されないことが挙げられる。理由は定かではないが、飛鳥時代の殯やケガレの影響をうけた住宅葬（住んでいた住宅にそのまま遺体を安置して住宅ごと遺棄する）や平安時代に庶民で行われていた遺棄葬（鳥葬）の影響などが推定されている。9世紀ごろになると、移入した蝦夷の遺跡が見られなくなるが、これは擦文人との同化が進んだためと考えられる。この頃から擦文土器には再び文様が施されるようになる。

### アイヌ・エコシステムとアイヌ文化の成立
擦文時代では、さらに集落の特定の地域への集中化が進んだ。9世紀後葉ごろから集落が集中する石狩川中流はサケの産卵場で、この頃からサケが主要な交易品であったと推測されている。また、奥尻島青苗貝塚遺跡でも大量のアワビの貝殻とアシカの骨が出土している。本州側の交易拠点であった払田柵では「狄藻（えびすめ）」と記された木簡が出土しており、渡島半島で採れるマコンブも擦文時代までに交易品となっていた。いっぽうで北海道にみられる食料生産には向かない河口付近の湿地帯の集落は擦文人の商品集積地で、輸送を舟で行っていたと考えられる。このような交易を主とする狩猟採集社会は擦文時代までに確立されたと考えられる。以上のような、交易に立脚した生態系適応社会をアイヌ・エコシステムと呼ぶ。
アイヌ文化の成立については、従来の定説では土器や竪穴建物の終焉と捉えて12世紀から13世紀としてきた。しかしアイヌ文化を「対外交易を前提とする生業・社会・文化の複合」とする定義から、アイヌ・エコシステムが成立した10世紀にアイヌ文化が始まったとの理解が広まりつつある。
擦文人の交易について『類聚三代格』には、延暦21年（802年）条に私的に擦文人と交易することを禁じる太政官符があったことが記されており、公的な交易に加えて、貴族たちが良質な毛皮を競って買い求めていたと考えられている。また『養老律令』では陸奥国司などの職務として「饗給、征討、斥候」と定めている。このうち饗給は擦文人などを服属させるための饗応を意味するが、その実態は交易に近かったと考えられている。札幌市サクシュコトニ川遺跡からは9世紀ごろの「夷」の異体字をヘラ書きした土師器や米粒が見つかっているが、これらは東北諸国での饗給で得た交易品を持ち帰ったものだと考えられている。
和人との交易は、擦文社会に身分階層をもたらした。これらは北海道式古墳や『日本三代実録』の「渡嶋夷首百三人」による秋田城への朝貢した記録に見て取ることができる。またこの時代の副葬品には朝廷から下賜された刀剣類や、それに取りつける官位を表示する帯金具などがあり、こうした下賜品が擦文社会の階層分化を促進したと考えられる。また首長層には地域間分業と一定の序列が生まれた可能性が指摘されている。

アイヌの勢力範囲の拡大

9世紀後葉に至ると道央以西を拠点としていた擦文人は、オホーツク人が占めていた道北・道東へと勢力範囲を拡大していく。これらの地域に進出したのは、道南を拠点とする日本海側グループと考えられている。擦文人の進出は、まず9世紀後葉に日本海側を通して稚内に至り、10世紀末にはサハリン南部西岸域から道北オホーツク海沿岸域に進出、さらに11世紀末までに道東から千島列島南部まで及んだ。一方の道央を拠点とする太平洋側グループも12世紀までに道東の太平洋側に勢力を広げた。擦文人がオホーツク人を排除しつつ勢力範囲を広げたのは、本州への交易品であるオオワシの尾羽を用いた矢羽根を得るためだったと考えられている。また交易相手であった本州では元慶の乱（878年）をきっかけに東北地方での律令制が衰退し、北方交易の主体は荘園制中世社会の東北勢力に再編されていった。
擦文時代の遺跡から出土する本土由来の遺品としては、甕を主体とした須恵器・米・佐波理（銅椀）がある。特に代表的な威信財として、7・8世紀では石狩低湿地帯で副葬された鉄製の刀、10・11世紀には太平洋沿岸で副葬された佐波理が挙げられており、北方交易の主要ルートが道内・本州ともに移り変わったと考えられる。
アイヌの酒「トノト」作りに関する言葉には古代日本語からの借用語がみられるが、甕や米の存在と合わせると酒造り技術の伝来が擦文時代まで遡る可能性がある。また、厚真町上幌内モイ遺跡の祭祀遺跡から焼けた銅椀やキビの団子が出土しているが、これは同時期の青森市朝日山遺跡との共通性が指摘されており、近世アイヌの祭祀（イナウ・イクパスイなど）の起源について和系祭祀の影響も推測されている。

### 大陸交易とオホーツク人の同化

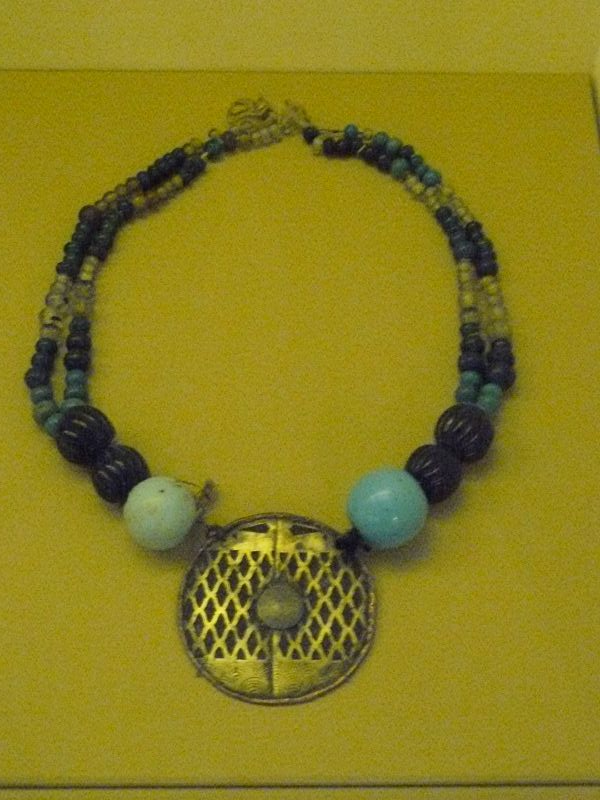
タマサイ（首飾り）

大陸の靺鞨系社会と交易を行うオホーツク社会は8世紀まで道北・道東の沿岸部にあり、道央・道南で本州と交易を行う擦文社会と北海道本島を2分していた。しかし8世紀後半以降に靺鞨諸族が渤海国に吸収されると道内では大陸産の出土品が著しく減少する。これをきっかけにオホーツク人は大陸交易に代わって擦文人や和人との交易に活路を見出していったと考えられる。それに伴い9世紀末から擦文人の勢力範囲が、オホーツク人のオオワシの狩猟地を奪う形で拡大し、オホーツク人社会は縮小していく。サハリン南部のベロカーメンナヤ遺跡など10世紀ごろに現れるオホーツク人の防塞集落や、11世紀以降に大陸の技術で造られた白主土城などは、両社会の間に対立があったことを示すと考えられているが、一部では擦文社会の影響を受けつつ道北では元地文化、道東ではトビニタイ文化が成立した。一方で道東の擦文文化では、石囲いの住居や樹皮葺きの住宅、大陸沿岸タイプのオオムギの栽培などにオホーツク文化の受容がみられる。またヒトゲノムの研究で確認されるオホーツク人との混血は、この時期に起こったと考えられる。元地文化は10世紀末、トビニタイ文化は13世紀前後に消滅するが、これらの文明の担い手は擦文人と完全に同化していったと考えられる。
10世紀ごろになると北東アジアでは渤海国が衰退し、道内と女真族勢力などとの交易が再開された。これに伴い擦文時代末の根室市穂香遺跡や伊達市有珠オヤコツ遺跡などから大陸産ガラス玉の出土が増加する。これらは本州産の青銅製品と組み合わされていることが特徴で、近世アイヌに見られるタマサイの起源と考えられる。このような本州産と大陸産の品を組み合わせる装飾品は、アイヌによる中継交易の始まりを示すと考えられる。この他に小樽市蘭島D遺跡から大陸産玉髄、ウサクマイA遺跡などからロシア産の環状錫製品なども出土している。このような道内と大陸の関係は『類聚国史』延暦14年（795年）条にも記されており、本州側でも日本列島の北辺が大陸と連続しているという地理認識が支配層に定着していった。

## 中世アイヌ文化期

3つのアイヌグループ

アイヌ文化という用語には「近世まで続いたアイヌの生活文化」と「鎌倉時代から江戸時代に並行する考古学的時代区分」の2つの意味があるが、本稿では後者についてアイヌ文化期と表記して記述する。
アイヌ文化期に移行すると、アイヌは本州と北東アジアを結ぶ中継交易を行いつつ周辺文化を吸収して独自の文化を確立していった。その特徴は擦文文化から連続しつつ土器が消滅し、代わって鉄鍋・漆塗椀などを使うことである。また早い時期には日本と大陸両方の陶磁器類が使われていたことも明らかになっている。衣服は伝統的なアットゥシに加えて本州産の小袖などが流通するようになり、住宅は竪穴建物から平地建物になり、調理は囲炉裏で行われカマドは無くなる。中村和之は、アイヌ文化期のなかでも環日本海交易の担い手として強い独立性をもっていた時期をアイヌ史における中世としている。
中世では、アイヌの居住域がさらに拡大し、13世紀までにサハリン、15世紀までに千島列島まで広がる。樺太アイヌや千島アイヌの成立もこの頃だと考えられる。3つのアイヌグループは互いに交易を行いつつ、北海道アイヌは安東氏・南部氏などの東北勢力と、樺太アイヌは元や明といった中国王朝やニヴフなどの北東アジア先住民と、千島アイヌはカムチャツカ半島の先住民イテリメンと交易を行い、それぞれが文化の独自性を強めていく。また、15世紀ごろからは下北半島・津軽半島に居住した本州アイヌもいた。

### 中国王朝と朝貢

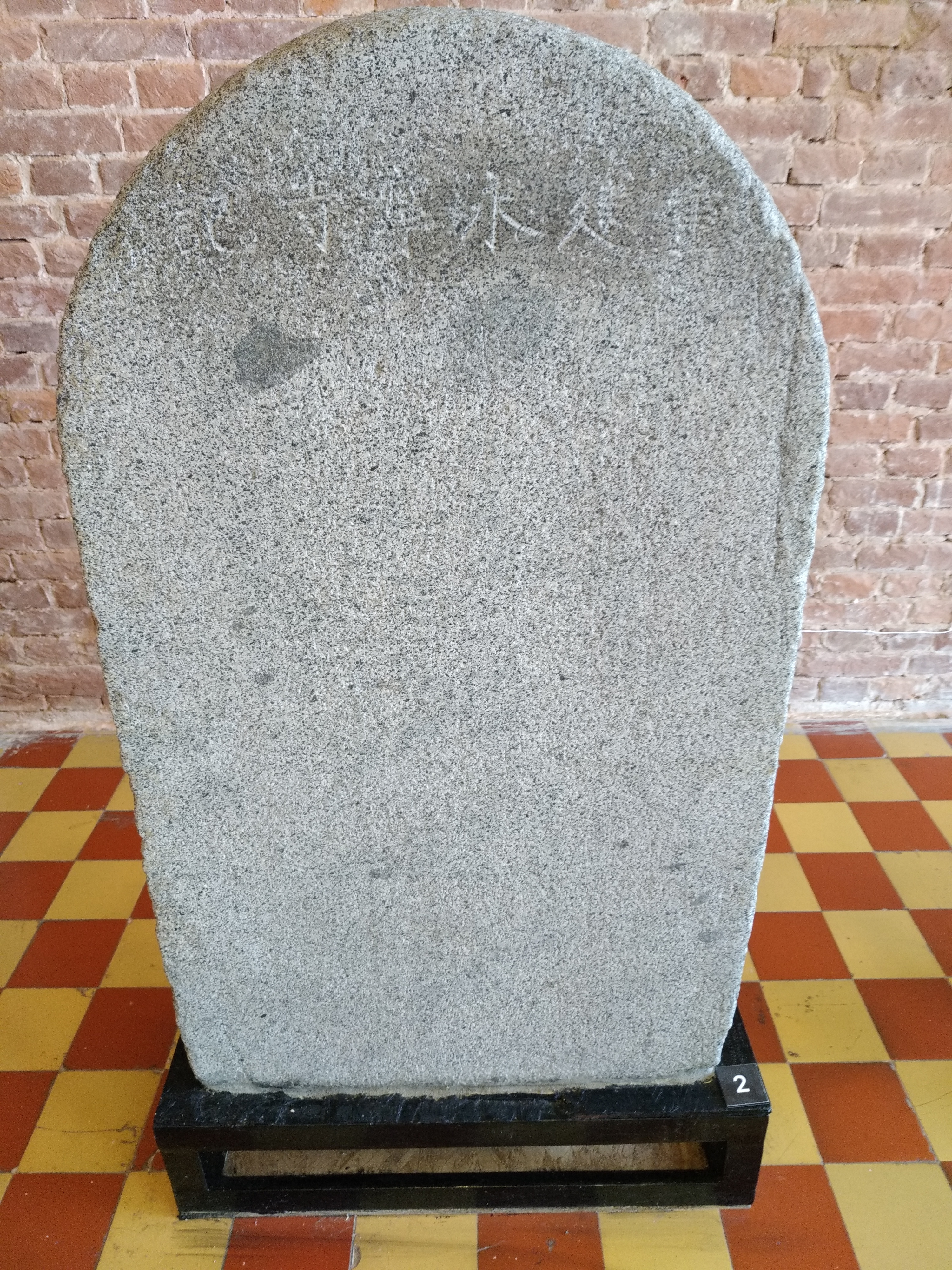
重建永寧寺記碑（アルセーニエフ沿海地方州立博物館）

歴代の中国王朝の支配がサハリンまで及んだ時期については記録に残されていないが、遅くとも金代にはヌルガンに支配拠点があった。だが、アイヌ（骨嵬・骨兀）が中国王朝と接触したのはもう少し遅く、元代が最初だと考えられている。
アイヌがサハリンまで勢力を拡大させるとオホーツク系先住民ニヴフ（吉里迷）との間で争いとなった。アイヌはニヴフの打鷹人（だようじん。鷹狩りに従事する職人）を捕虜として使役していたが、ニヴフから朝貢を受けていた元はこれを問題視し、北東アジアでの支配を強化するために1264年から3年間におよぶアイヌ征討を行う。一時期は元がアイヌをサハリンから追い出すことに成功するが、アイヌも大陸に渡って略奪を行うなど激しく抵抗を行った。長年続いた争いは、1308年にアイヌが元に朝貢を行う条件で元に降伏して終結した。その後の史料は残されていないがサハリンでアイヌ関連の遺跡が発見されており、アイヌは朝貢貿易によりサハリンへの渡航を安堵されるとともに、安定して大陸産品を入手できるようになったと考えられている。これにより元の支配するアムール川流域からサハリンと北海道本島を経て東北の安東氏へとつながる環日本海交易が成立し、アイヌはその担い手として主要な地位に就いたと考えられている。
続いて中国の歴史にアイヌが現れるのは15世紀初めの明代である。永楽10年（1412年）に明はアイヌなど先住民族を饗応してサハリンにおける支配強化を図った。しかし、なかなか効果が挙がらなかったようで、宣徳7年（1432年）に派兵を行い、弱体化していたヌルガンを再興した。この時再建された永寧寺の『重建永寧寺記』には「サハリンのアイヌが独自の言語を持ち明に朝貢していた」と記されており、ここから明とサハリンのアイヌの間で活発な交易が行われるようになったと考えられている。交易品はサハリンから明へはテン皮などの特産品で、明からサハリンへは絹製品が回賜された。この大陸産の絹製品は本島のアイヌを通じて安東氏ら本州にももたらされており、のちの山丹交易へと続いていく。しかし正統14年（1449年）の土木の変をきっかけに、北東アジアにおける明の影響力は急激に失われ、朝貢貿易は衰退していった。その後アイヌと明朝の交易は女直を経由する形で命脈を保ったが、ヌルハチによる女真勢力の統合によって解体したと考えられる。中村和之は、明の衰退によりアイヌの中継交易者としての地位が揺らぎ、和人への従属度を深めていったと推測している。

### 中世東北地方の動乱とアイヌ
本州側の史料では、12世紀ごろから流刑地として夷島が現れるようになる。これを担った蝦夷代官安東氏は、十三湊を拠点としてアイヌと盛んに交易を行っていた。『日蓮遺文』には、文永5年（1268年）に蝦夷蜂起があり蝦夷代官の安藤五郎が討取られたと記される。蝦夷蜂起についての詳細は不明だが、榎森進は元と樺太アイヌの戦いがアイヌと安東氏の交易に影響を与えて蜂起に発展したと推測している。
14世紀初頭に安藤氏の乱が起こる。この乱については安東一族の内乱とするのが通説だが、大石直正によって実質的には安東氏による蝦夷地支配に対するアイヌの反乱であったとする新説が提唱されている。この乱も含め、14世紀に東北地方で起こった抗争から逃れた和人が北海道本島に逃れ、アイヌと雑居するようになった。その範囲は渡島半島に集中するが、道央や道東からも和人が居住した痕跡が確認されている。『諏訪大明神絵詞』には日ノ本（太平洋側）・唐子（日本海側からサハリン）・渡党（渡島半島（青苗文化））の3つの蝦夷が記されている。
応永元年（1394年）にも北海動乱と称される蝦夷の反乱があった。乱は安東氏が鎮圧したとされるが具体的なことは不明である。安東氏によるアイヌとの交易は15世紀まで繁栄を極め、ラッコ皮・昆布・鷹羽などを入手していた。また、この頃には渡島半島南端に安東氏の家来筋が交易拠点を営むようになった。この拠点は『新羅之記録』の記述に由来する道南十二館で知られるが、『新羅之記録』の具体的な記述については疑問が持たれている。
安東氏はその後台頭してきた南部氏による圧迫によって衰退していった。下国安東氏を滅ぼした南部氏は、安東氏のアイヌへの影響力を利用するために安東師季（政季）を傀儡とするが、師季は享徳3年（1454年）に渡島半島南端に逃亡して南部氏と対立していく。

### アイヌと和人の戦い
師季が渡島半島に逃れた後に、史料で確認できる最初のアイヌと和人の戦いであるコシャマインの戦いが起こる。蜂起は康正2年（1456年）夏と長禄元年（1457年）の2回あり、このうち永禄の蜂起を率いたのがコシャマインである。『新羅之記録』には脚色が多いが「アイヌによる戦いは渡島半島の東部から海岸線に西へと移動し大半の和人の館を落とすが、武田信広がコシャマインを討取って終結した」という部分は概ね史実と考えられている。なお蜂起が起きた理由について入間田宣夫は、安東氏による交易独占に反発したアイヌが南部氏と連携して蜂起したとしている。
この頃、足利義政の使者と共に夷千島王遐叉の使者「宮内卿」を名乗る人物が李氏朝鮮を訪れて国王に謁見した記録が『李朝実録』に残されている。夷千島王は「夷千島の西は朝鮮辺境の野老浦と接しており、野老浦が朝鮮に反逆すれば征伐できる」と主張し見返りとして大蔵経を求めたが、朝鮮側は宮内卿による夷千島の説明に疑いを持ち応じなかった。この夷千島王が誰なのかについては諸説入り乱れているが、少なくともこの頃までに日本側には、朝鮮と蝦夷地が日本海を隔てて接するという地理的認識があったことを示すと考えられている。
コシャマインの戦いで武功を挙げた信広は、上国守護となって勝山館を築城し蠣崎氏を興す。その後も蝦夷地では永正9年（1512年）・永正10年（1513年）・永正12年（1515年・ショヤコウジ兄弟の戦い）・享禄元年（1528年）・享禄2年（1529年・タナサカシの戦い）・享禄4年（1531年）・天文5年（1536年・タリコナの戦い）とアイヌの蜂起が続いた。この戦乱により道南における安東氏の直接的な影響力は急激に衰退し、代わって武功やだまし討ちでこれを鎮圧した蠣崎氏がアイヌとの交易を独占するようになっていったと考えられている。ただし蠣崎氏がアイヌとの交易を掌握する過程は武力行使だけではなく、安東氏の権威を背景にした融和的な対応も織り交ぜたものだったと考えられる。例えば勝山館ではアイヌも居住していたことが確認されており、『新羅之記録』にもアイヌに宝を与えて慰撫していたことが記されている。

## 近世アイヌ文化期
中世に環日本海交易を担ったアイヌは、やがて和人を含む周辺社会への従属度を深めていった。アイヌの交易上の独立性が失われたこの時期がアイヌ史における近世とされている。その画期については、蠣崎季広が『夷狄之商舶往還之法度』を定めた天文20年（1551年）とされることが多い。
18世紀までに清朝とロシアがそれぞれアイヌへの支配を強化するいっぽうで、松前藩も蝦夷交易の管理者の立場から徐々に政治的・経済的な支配を強めていった。18世紀末にロシアの南下に危機感を強めた江戸幕府は、松前藩を窓口とした蝦夷地取次体制を改めて蝦夷地の内国化を図るようになった。幕末期では幕領下のアイヌを「化外の民であると同時に日本に従属した民」と位置づけ、日本の幕藩体制に組み込んだ。
今日アイヌ文化と呼ばれる伝統的・文化的要素はこの時期までに確立され、それとともにアイヌは自らのアイデンティティを明確にしていったと考えられる。一方で発掘調査では、焼き畑や施肥を行い畝をもつ畑やウマの放牧も確認されており、狩猟採集というイメージに縛られた従来のアイヌ文化の見直しが提起されるようになっている。

### 松前藩との交易と蜂起

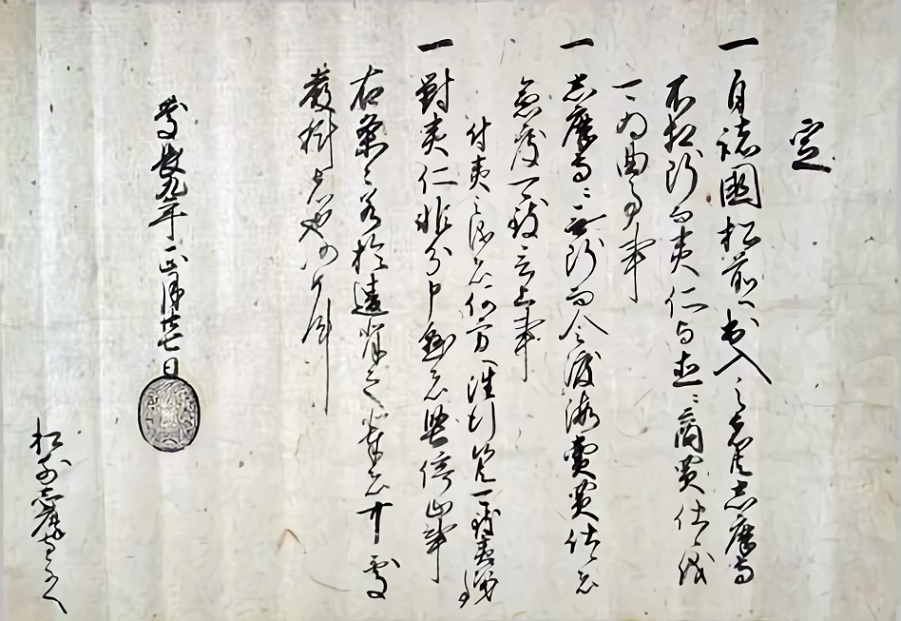
『慶長9年松前慶広宛徳川家康黒印状』
第二条付則に「夷之儀者、何方へ往行候共、可為夷次第事」とある。

季広はアイヌ首長との間で『夷狄之商舶往還之法度』を制定し、和人商船から徴収した年俸の一部をアイヌに与える形で交易を行うようになる。これにより蠣崎氏はアイヌとの緊張関係を緩和させるとともに、交易を独占的に管理する地位を確立した。この方針は文禄2年（1593年）の豊臣秀吉による朱印状、慶長9年（1604年）の徳川家康による黒印状へと受け継がれた。ただし蠣崎・松前氏の職権は和人の対アイヌ交易管理に留まるもので、アイヌや蝦夷地は幕府や松前藩からの支配を受けていない。
アイヌと松前藩の交易は、時代によって大きく変化していく。初期の交易はアイヌが松前城下に出向いて行われたため、城下交易体制と呼ばれる。この頃を記録する宣教師アンジェリスやカルワーリュの報告書によると、アイヌの交易品にはサケ・ニシン・白鳥・鶴・鷹・鯨・トド皮・ラッコ皮などがある。特にラッコ皮は千島アイヌ産の商品が北海道アイヌを経て流入したもので、松前藩の蝦夷交易を象徴する交易品となった。また日本海側からは中国製絹織物ももたらされていた。交易は物々交換で行われ、アイヌはその対価として米・酒・麹・小袖・紬を入手していた。
領地を持たない松前藩は寛永年間までに、アイヌとの交易権を知行地の代わりとして藩士に与えるようになった。藩士には蝦夷各地に設定された商場（あきないば）を割り当て、藩士は商場に出向いてアイヌと交易を行うようになる。この交易を商場知行制という。藩士は嫌がるアイヌに一方的に交易品を押し付ける押買や、大網を使った鮭の乱獲などを行うようになり、さらに藩は寛文5年（1665年）に交換レートをアイヌ側に不利な設定にしてしまう。こうした交易にアイヌ側の藩に対する不満が募っていったと考えられている。

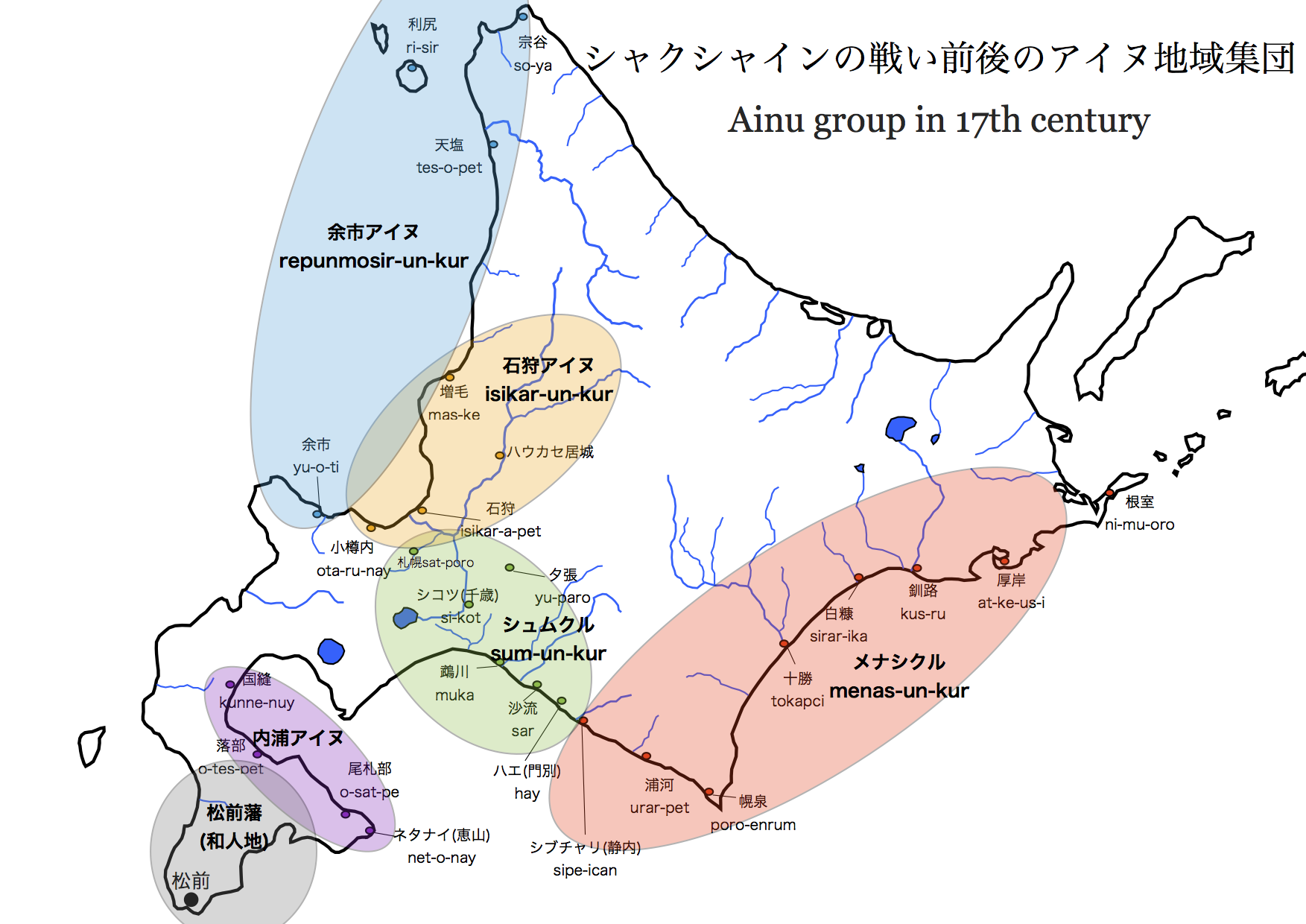
17世紀ごろの蝦夷地

いっぽうで、アイヌ側には集団間の対立が起こった。慶安元年（1648年）以降、メナシクルとシュムクルの間で静内川の漁業権をめぐって武力衝突が繰り返され、度々松前藩が仲裁をしていた。寛文9年（1669年）に両者の争いは、誤った情報と松前藩への不満が重なってアイヌの一斉蜂起となり、松前藩との衝突へと発展した。これがシャクシャインの戦いである。藩はアイヌ側への離反工作を積極的に行い、孤立したシャクシャインを和睦交渉と偽ってだまし討ちして戦いは終結した。アイヌが一斉に蜂起したことはアイヌの部族間に一定の連帯感があったことを示すが、その一方で和人との交易に依存していた社会構造から、藩と決定的な対立を避けたいという思惑も働き、一丸となって戦い続けることは出来なかったと考えられている。
このアイヌ蜂起をきっかけに、藩はアイヌに対する支配を強化し、和人地と蝦夷地の間の通行が自由に行えなくなった。アイヌに対し服属儀礼としてのウイマムが強要されるようになったのもこの頃である。一方で改易されても仕方ないほどの事件でありながら、松前藩への御咎めは無かった。その背景には、幕府側に「蝦夷地は松前藩領ではなく外国でもないという微妙な地域であり、かつアイヌの管理は松前氏にしか出来ない」という認識があった為だと推測されている。また蜂起の影響で交易で松前を訪れる商人は激減し、藩はアイヌとの交易を行えなくなる。この影響で困窮したアイヌは松前藩に交易船の催促や米の供与を願い出ているが、交易に依存していた藩も財政難に陥っていた。

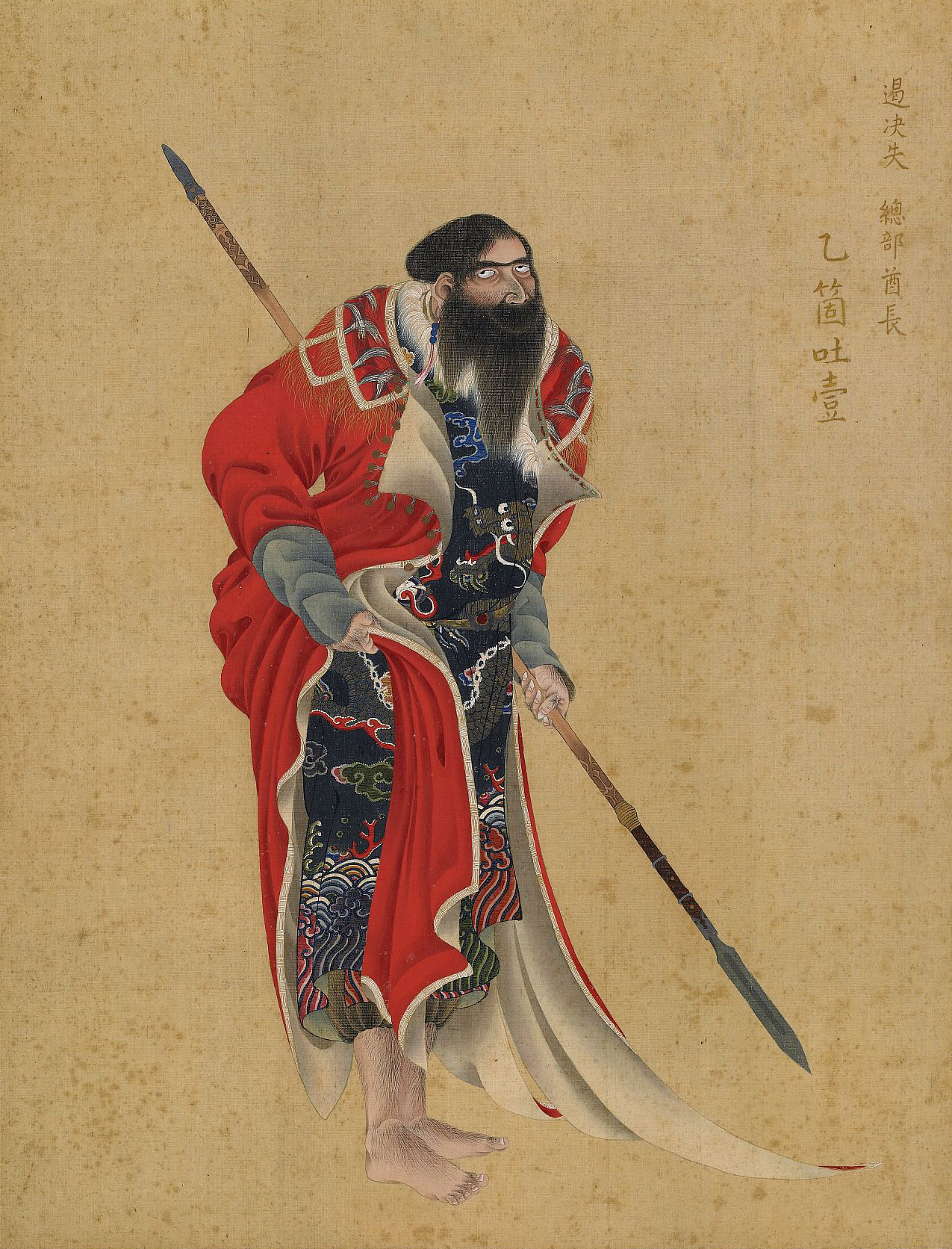
『夷酋列像』の中のイコトイ像

シャクシャインの戦い以降しばらくの間は、しばしばアイヌ同士の戦闘があったものの和人との争いは起きなかった。一方で江戸中期になると経済が複雑になり、アイヌとの交易は藩士の手に負えなくなってくる。そして藩財政の悪化も後押しとなって18世紀初頭ごろから藩士は商人に交易を請け負わせて、見返りとして一定の売上を徴収するようになった。この交易を場所請負制と呼ぶ。元文4年 (1739年）に成立した『北海随筆』に「蝦夷を支配して漁業をなさしめ」と記されるように、商人による交易は商業漁業開発の様相を呈してくる。商人はアイヌの漁場経営に口を挟み、やがてアイヌを漁場労働者として行使するようになり、アイヌの自立社会は徐々に冒されていった。天明6年（1786年）に幕府の命で蝦夷地の実情を探った佐藤玄六郎は「商人がアイヌを漁撈に行使するために農業を禁止している。アイヌは正直で和人と変わることはない。商人は騙しやすいようにわざと和風化を妨げて異形のままにしている」などと報告している。
商人のなかにはアイヌに乱暴を働く者や女性を強制的に妾にするものなどが現れ、アイヌに不満が蓄積していった。これを背景に、寛政元年（1789年）に最後のアイヌ蜂起と呼ばれるクナシリ・メナシの戦いが起きる。アイヌは和人の拠点を襲撃し和人労働者を殺害するが、藩の投降勧告に応じて戦闘には至らなかった。この際、蜂起の鎮圧に功があったアイヌ首長を描いたのが『夷酋列像』である。しかしこの絵に描かれたアイヌ首長たちは実際の姿ではなく、夷人であるアイヌを松前藩が従えていることを強調するための脚色がされている。

### 清朝との接触

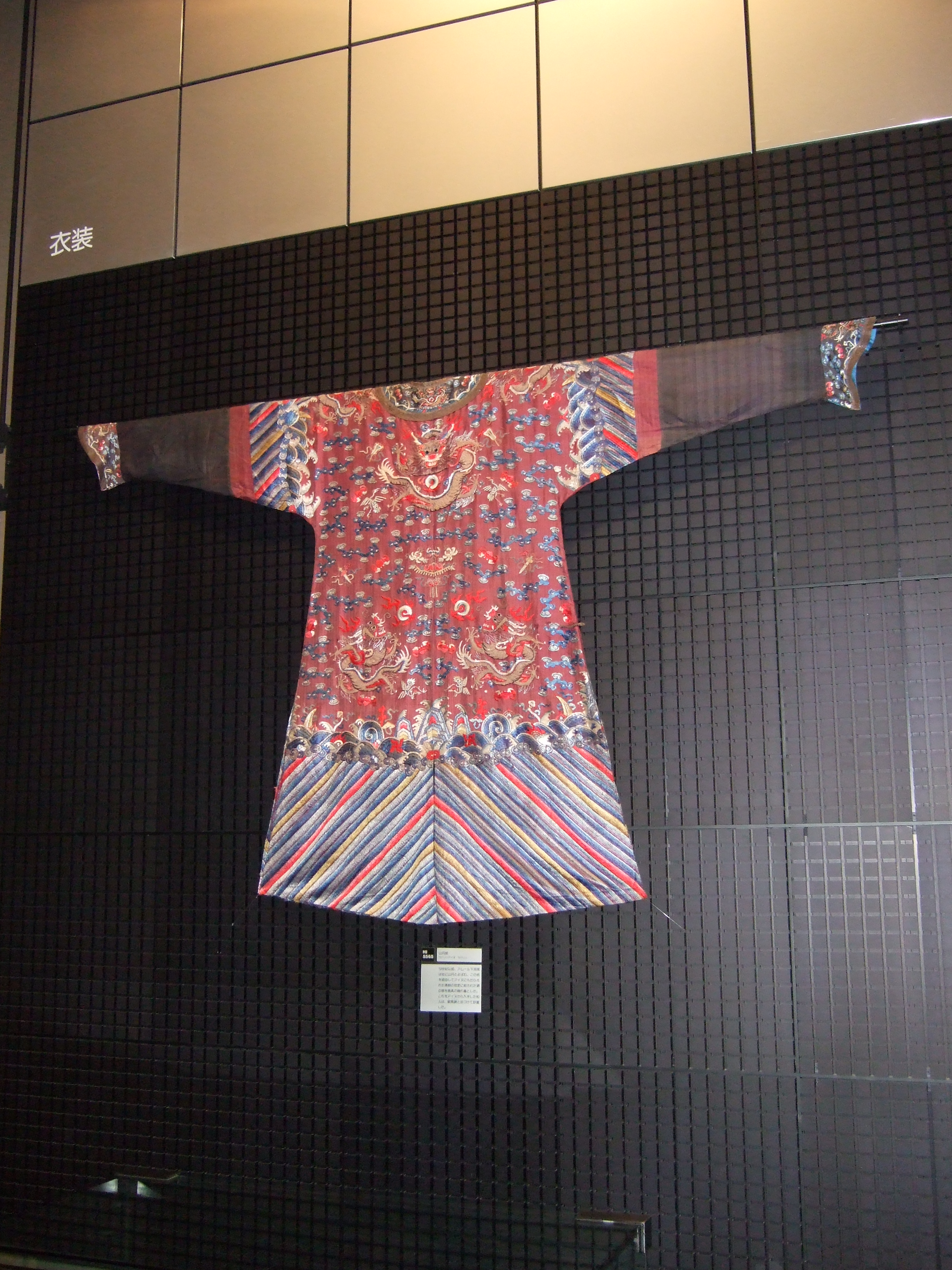
山丹服（蝦夷錦）

明朝の衰退とともに北東アジアの記録は史料に記されなくなったが、17世紀に清朝が勃興すると再び記述されるようになる。17世紀中頃に再び北東アジアに進出してきたロシアと清が対立するようになる。清は康熙28年（1689年）にロシアとネルチンスク条約を締結し、アムール川中下流域からサハリンまでの地域に辺民支配体制を敷いた。この辺民のうち庫頁（クイェ）と呼ばれる辺民が樺太アイヌだと考えられている。雍正4年（1726年）に清はロシアと国境確定の交渉を行うが、その際に北東アジアにおいてロシアの支配が広がっていることに危機感を覚え、乾隆2年（1737年）までにサハリン南部での支配強化を図った。この際サハリン西海岸のナヨロ・東海岸のタライカ・同コタンケシのアイヌ3氏族が辺民に組み込まれている。これにより樺太アイヌも清への毛皮の朝貢を義務付けられるとともに、一定の待遇を与えられるようになった。辺民は清との朝貢貿易でテン皮を納め、その賞賜（ウリン）として清から龍文のある朝服（山丹服）などの絹製品やガラス玉などが与えられた。アイヌはこの交易品を清への朝貢交易で直接、あるいは同じく辺民であった山丹人（ウリチを中心としたアムール川流域の先住民族の商人）らとの交易によって手に入れていた。この交易を山丹交易と呼ぶ。
大陸との交易は、千島アイヌに大陸文化の影響をもたらした。間宮林蔵は『北夷分界余話』で「樺太アイヌの女性は入墨をする者が少なく、衣服は中国式の袍形式で大陸産金属製品で飾り付ける」と口述している。またウリチとの間で混血も進んだ。清のサハリン北部での辺民体制は、19世紀中頃にロシアがサハリンに進出するまで続いた。
山丹交易によってアイヌが得た蝦夷錦（山丹服）は日本で需要が高まり、松前藩は1790年までにクシュンコタンに商場を設けてサハリン南部での影響力を広げていった。山丹交易は18世紀後半から19世紀初頭に絶頂期を迎え、清への朝貢は19世紀前半まで、山丹人との交易は明治元年（1868年）に明治政府が禁止するまで継続した。松前藩はアイヌに蝦夷錦の取得を厳しく義務付け、いっぽうで清の軍事力を背景に山丹人が政治経済力を増したため、山丹交易の主導権は山丹人に移っていく。そのためアイヌは困窮し、負債を抱えて身売りする者も出るようになった。幕領化後の幕府はこの問題を放置できなくなり、文化9年（1812年）に松田伝十郎はアイヌの山丹人に対する借財を整理し返済を行い、以降の山丹交易は幕府が白主会所にて直接行うようになった。

### ロシアとの接触
ロシアは16世紀末から高価な毛皮類を納める先住民を支配するためにシベリア東進を行い、1696年にアトラーソフが千島アイヌ（クリール人）と接触した。アトラーソフは千島アイヌが陶磁器・漆器・木綿服などの外国（日本）製品を所持していると記録している。先住民たちの反乱を鎮圧しつつカムチャッカ半島から千島列島へ南下するロシアは、1713年に幌筵島のアイヌがヤサク（毛皮税）の支払いに応じないため戦闘を行い、絹製品や刀などいくつかの戦利品を得たと報告している。こうした品物は、千島アイヌがエトロフアイヌとの交易で手に入れたものだと考えられている。ロシア正教会のカムチャツカ掌院のホコンチャウスキーは、1747年に占守島と幌筵島に住むアイヌの人口を253人と報告している。
択捉島以北の千島アイヌは、明和5年（1768年）までにヤサクをロシアに貢納するようになり、ロシアの同化政策によりロシア文化を受容していく。千島航路を開発して日本との交易を求めるロシアはさらに南下する。『カムチャツカ誌』（1755年）では「日本人に服属するアイヌは本島の北海道アイヌのみで、得撫島より北の千島アイヌはロシアに服属し、得撫島・択捉島、国後島のアイヌはどちらにも服属しないが、ロシアの進出で千島列島の南北交易が途絶えた」と記している。
ロシアは宝暦9年（1759年）までにクルムセ（得撫島か？）に交易拠点を設けた。明和6年（1769年）には、ロシア人がエトロフアイヌの猟場を侵しアイヌの長老が殺される事件が起きたが、翌年にはアイヌがロシア人を逆襲して21人を殺害し、島から追い返した。この事件の後にロシア側は方針を一転し、安永3年（1774年）に再びロシア人が現れた時には友好的な態度をとり、エトロフアイヌとロシア人の交易が始まった。この交易は国後や厚岸へと広がっていくが、その背景にはアイヌに場所請負制への反感から新しい関係を構築したいという思惑があったと考えられている。なかでも国後の首長ツキノエはロシア人を厚岸へと案内しており、和人商人から「ロシアと日本の仲介役を果たす事が功績と評価されるという心づもりがある」と評されている。しかしツキノエの思惑は外れてロシア人との交流は上手くいかず、松前藩からも𠮟りを受けた。

### 蝦夷地の幕領化
松前藩も18世紀中頃には、アイヌとロシア人が接触していることに気が付いていたが、具体的な行動は取らなかった。さらに安永7年（1778年）にロシアが交易を求めて来航したことも、幕府に報告しなかった。いっぽうで幕府は、松前藩がロシアの接近を隠蔽していることを把握していた。松前藩の報告を信用しない幕府は、天明5年（1785年）から調査隊を蝦夷地に派遣してアイヌとロシアの事情を調査した。報告を受けた老中田沼意次は、蝦夷交易が莫大な利益を上げていることと広大な未開発農地があることに着目して蝦夷地開発を計画し、アイヌとの御試交易（おためしこうえき）を2度行った。しかし意次が失脚すると、幕府の蝦夷地開発計画はすべて中止となる。
しかし寛政4年（1792年）にロシアが、同8年にイギリスが蝦夷地に来航すると、幕府内で異国船の接近に対する緊張感が高まった。幕府は近藤重蔵らの蝦夷地再調査により「アイヌがロシアになびくならば、大変なことになる」などの認識に至り、蝦夷地の幕領化（第一次）が決定された。
第一次幕領化は開国の方針で実施された。場所請負制によるアイヌへの搾取を把握していた幕府は、撫育の方針をもってアイヌの恭順化を図り、交易や漁業も幕府直営とした。いっぽうでロシアにアイヌが日本の属民であることを示すために、アイヌの和風化（同化政策）が行われた。イオマンテ・入墨・男性の耳輪・メッカ打ち（死者の近親者をエムシ（太刀）の背で血の出るまで打つ行事）などのアイヌ風俗を禁止し、髪型も月代を剃るように勧めた。しかしアイヌの反発があって上手くいかなかった。またアイヌに対して初めての法（『法三章』）の布告が行われた。こうして蝦夷地は幕領化という形で内国化されたが、開国政策には莫大な費用が掛かったことや日露間の緊張が緩和されたことにより、蝦夷地は文政4年（1821年）に松前家に戻された。
蝦夷地に戻った松前藩は幕府がとったアイヌへの方針を転換し、場所請負制も復活した。復領後の場所請負制は大商人が一手に引き受けるようになり、各場所の経営権に加えて行政権も行使し実質的な支配者となった。その結果として一部の地域でアイヌに対する横暴な支配と収奪が強化された。例えば近江商人藤野喜兵衛はオホーツク沿岸一帯のアイヌを宗谷や利尻に強制的に集めて漁業に使役した。そのためアイヌはほとんど家に帰ることができず、コタンが壊滅状態になった。松浦武四郎は、商人の悪事でアイヌが逃げ出してアイヌの人口が減っていると記し、石狩川流域では文化7年（1810年）に1170人だった人口が、安政4年（1857年）には191人しかいないという凄惨な状況を記録している。
嘉永6年（1853年）にロシアのプチャーチンが来航して日露国境の確定を要求したことをきっかけに、幕府内で再び緊張感が高まった。さらに安政元年（1854年）に締結された『日米和親条約』によって箱館開港が了承された。こうした状況から安政2年（1855年）に再び蝦夷地が幕領化（第二次）されることとなった。国境問題では、サハリン全島の領有権を主張するロシアに対し、幕府はアイヌを日本の領民と位置付け、アイヌの居住地域を日本領と主張して交渉に臨んだ。この方針から、第二次幕領期でもアイヌの風俗を和風化する同化政策が推進されたが、アイヌの抵抗もあって箱館奉行も頭髪など一部に寛容な態度を取るようになった。またアイヌにも種痘の接種に協力する首長や、幕府が奨励する農業で成果を挙げるものも居て、アイヌと和人との新しい関係が模索されていた。なお、場所請負制は明治2年（1869年）に廃止された。

## 近代以降
日本が近代化の道を歩む中で北海道は日本の領土となり、先住民であるアイヌは自主的な要求がないままに日本国民に編入された。それとともに民族的な偏見に基づくアイヌへの同化政策が行われ、資本主義と近代化への変化を強要された。そのような社会はアイヌ文化の著しい衰退を招くとともに、アイヌに対する未開のイメージを増幅し、潜在化された差別を再生産することになった。

### 開拓政策と同化政策
サハリンの日露国境の問題は、安政元年（1854年）の『日露通好条約』により一旦棚上げされ、明治政府へと引き継がれた。クリミア戦争で敗退したロシアは、宿願である不凍港からの太平洋進出を画策し、清国に北東アジアの領土を割譲させてウラジオストクを建設し、サハリンでの支配強化を進めた。そして日露間で1875年（明治8年）に『樺太・千島交換条約』が締結された。この際、交換される領土の日露両国民は国籍を有したまま定住する権利が認められたが、先住民であるアイヌらにはこの特権が認められず、国籍維持のために移住を余儀なくされた。
ロシア領となった樺太南部に住むアイヌのうち841人は、1875年に対岸の宗谷郡に移住させられた。さらに翌年には石狩川下流の対雁（現在の江別市）へと再移住させられて、本来の生業である漁業ではなく農業を強いられた。移住による環境の変化は病死者を生み、1879年（明治12年）から20年間余りで380名余りが死亡した。1905年（明治38年）に日露戦争に勝利した日本に南樺太が割譲されると、彼らは殆ど元の土地に帰還した。
いっぽうで日本領となった千島列島では、すでにアイヌのロシアへの同化が進んでいたため、早々に集団移住が検討されるようになる。1884年（明治17年）に占守島に住む106人の千島アイヌのうち日本国籍となった97人は、南千島の色丹島へ移住させられた。色丹島では農業・漁業・放牧に従事させたがいずれもうまくいかず、1899年（明治32年）までに63人が死亡した。1897年（明治30年）には、移住した千島アイヌに北千島における海獣狩猟が認められたが、海獣も激減しており生活は改善しなかった。その後、日本人移住者との混血も進み、千島アイヌは四散した。
また本島でも明治5年（1872年）に『地所規則』が制定された。これにより従来アイヌが生業としてきた漁撈・狩猟・伐木を行ってきた土地は無主の地とされ、さらに1877年（明治10年）には『北海道地券発行条例』により官有地に編入され、アイヌには宅地ですら私有は認められなかった。1886年（明治19年）には『北海道土地払下規則』が制定され、開拓の促進を目的として政府は和人への土地の払い下げを行い、移住を推進していく。
和人の移住は、当初はアイヌの少ない旧和人地や札幌など行われたが、やがて範囲は広がってゆき、新しく市街地となった地域からアイヌは強制移住させられるようになった。これらの強制移住で造られたコタンを強制コタンという。移住したアイヌは農業を強要されたが、地理的な条件などもあり農業生活に転換することができたのは比較的恵まれた条件に移住した人々に限られた。
また、1873年（明治6年）以降には資源保護を名目とした禁漁が各地で行われ、1876年には伝統的な仕掛け弓や毒矢の使用が禁止された。狩猟や漁撈が出来なくなったアイヌは、自然災害も重なって1884年（明治17年）には餓死者を多数出すまで生活が追いやられた。また栄養不足で体力が低下したところに、和人との接触によってもたらされた肺結核などが蔓延し人口が減少した。この対策として三県時代には各県でアイヌの農民化政策が講じられたが、そうした勧農政策は成果を挙げることはなく、為政者によるアイヌの管理が強化されただけであった。
その他アイヌに関連が強い政策としては、同化政策が挙げられる。明治4年（1871年）に戸籍法が制定されると、アイヌは日本国民の平民に編入されるが、いっぽうで官庁によるアイヌの呼称を「旧土人」に定め、皇民化を図った。また戸籍の登録にあたっては和風姓氏が強要され、女性の入墨や男性の耳輪、イオマンテなどの風習が禁止された。

### 北海道旧土人保護法の制定
このようにアイヌの貧困は開拓政策によってもたらされたが、為政者はその原因をアイヌ自身にあるとし対策を講じなかった。しかし政界からもアイヌの生活が圧迫されていることに懸念が表明されるようになり、1893年（明治26年）には加藤政之助が、1895年（明治28年）には鈴木充実らが『北海道土人保護法案』を提出する。保護法案はこの時は可決されなかったが、日清戦争後に政府は保護法案を提出し、1899年（明治32年）に『北海道旧土人保護法』が制定された。政府が政策を推進した背景には、少数民族保護の姿勢を見せて国際社会に近代国家としてアピールしたい思惑と、台湾の領有が関係したと考えられている。『北海道旧土人保護法』は廃案になるまでの約1世紀にわたって、アイヌ社会に大きな影響を与えることとなった。
保護法は「勧農・医療・教育」の3つの方針により、農業に従事するアイヌへの土地の無償下付（給与地）、困窮するアイヌへの薬代の支給、初等教育が実施された。しかし、このアイヌ保護の方針には多くの問題点があったことが指摘されている。例えばアイヌへの給与地は相続以外の譲渡はもちろん、質権・抵当権・地上権などを設定することも禁じられており、実質的な所有権とは程遠いものであった。また1901年（明治34年）には『旧土人児童教育規程』が定められ、アイヌは和人と別学とされた。これによりアイヌは土人学校で特別なカリキュラムによる教育を受けることとなった。
『北海道旧土人保護法』により給与された土地は、騙されるなどして和人に管理権を奪われることが相次いだ。1923年（大正12年）の調査によれば、下付された土地のうち地主により耕作されていたのは19%に過ぎず、アイヌ人口の50%以上を占める農業従事者の多くは小作人であった。こうした状況から行政により土人補導委員が任命され、互助組合による土地管理が行われるようになった。これにより1933年（昭和8年）までにアイヌが保有する給与地は60.7%まで回復した。いっぽうでこうした事態により為政者は「アイヌは土地を管理できない」と見なすようになり、これを改善するための土人補導委員や互助組織による「指導」が行われるようになったが、こうした「指導」によりアイヌの和人社会への同化が促進されることとなった。また、農民化に適応できなかったアイヌも30%程度いたが、こうした状況はアイヌ社会に二極分化を招くこととなった。
こうした状況を背景にして、大戦景気がもたらした物価上昇をきっかけにアイヌは自覚的に差別撤回運動を展開するようになる。武隈徳三郎『アイヌ物語』（1931年）、違星北斗『コタン』（1930年）、バチェラー八重子『若きウタリに』（1931年）などの文学的な活動はアイヌの民族意識を触発し、1930年（昭和5年）には十勝旭明社を母胎として北海道アイヌ協会の設立、1931年にはバチェラーの主催により全道アイヌ青年大会の開催、1932年の全道アイヌ代表者会議の開催などの組織的運動へと発展していった。こうした運動により、1937年（昭和12年）に『北海道旧土人保護法』の改正が行われた。この改正により、給与地の譲渡制限の緩和・就学者への学資補助・住宅改善資金の給与・土人学校の廃止などが実施されたが、具体的に事態の改善がどこまで進んだのかは明らかではない。

### 先住民族アイヌへ
太平洋戦争後には、日本の民主化とともにアイヌの解放に対する期待も高まり、1946年（昭和21年）に北海道アイヌ協会も再結成された。まず、アイヌ協会が取り組んだのがGHQによる農地解放への対応であった。アイヌ協会はアイヌの給与地は特別法によるものであるとして『農地改革法』の適用除外を訴え、陳述を繰り返したが叶わなかった。1948年以降は給与地の買収が進められ、その面積は1951年（昭和26年）までに農地約1970町歩、牧野約516町歩におよび、割合にして34%が買収された。これを不服とした裁判も行われたが、判決では給与地が「生活能力の劣っている旧土人の私益」と矮小化され敗訴した。この判決に戦後日本のアイヌに対する思考を見て取ることが出来る。いっぽうで解放された新冠御料牧場では、22戸のアイヌが原住地に再入植することができた。
また戦後にはアイヌのユーカラが無形民族資料に認定されるなど、『文化財保護法』の制定をきっかけとしてアイヌ文化は「保護」「保存」すべき対象と捉えられるようになった。これらはアイヌ文化が消えつつあるという認識が社会あったことを示すが、次世代への伝承や再興といった動きにはつながらなかった。その理由として、アイヌに対する差別を次世代に継がせたくないという伝承者の思いがあったためと考えられる。そのいっぽうで1950年代から北海道の観光地化を背景として「アイヌ観光」が活性化していく。1959年に製作されたドキュメンタリー『コタンの人たち』では、好奇心の対象として伝統的アイヌを演じる観光アイヌと、そうした産業がアイヌ差別を助長するとして批判する同化・農民化した農民アイヌに二極分化したアイヌ社会を記録している。
1960年代に高度経済成長期を迎えるなかでも、アイヌ社会の経済状況は低迷していた。そうした状況から1955年ごろから札幌や他都府県の都市部に雇用を求めて移住するアイヌが増えた。後に行われた調査によれば、移住した理由は経済的理由が最も多く、差別から逃れるためが続いている。移住先にあってもアイヌ文化に対する関心が強く、東京ウタリ会の結成（1974年）など各地で民族の社会的地位の確立を図る活動が行われるようになった。
1968年（昭和43年）には北海道百年記念事業が大々的に行われた。しかしこの記念事業で行政をはじめとして日本社会に和人中心の歴史認識（開拓史観）が根強く存在することが明らかになり、これをきっかけに1970年代からアイヌの解放運動が積極的に行われるようになる。1977年には成田得平がアイヌとして国政選挙の立候補者となり、1982年からは明治時代から存続していた『北海道旧土人保護法』の撤廃とこれに替わるアイヌ新法の制定運動が、北海道ウタリ協会を中心に北海道庁・北海道議会を巻き込んで展開されたが、1986年（昭和61年）の中曽根康弘首相の「日本は単一民族国家」の発言に見て取れるように、国の姿勢は消極的であった。これに対し、1994年（平成6年）にアイヌで最初に国会議員になった萱野茂や北海道知事横路孝弘らの働きに加え、1980年代末から世界的に先住民運動が展開されたことが追い風となり、1997年に『北海道旧土人保護法』の廃止と『アイヌ文化振興法』の制定に至った。しかし『アイヌ文化振興法』の評価はさまざまで、「単一民族国家観」の否定に価値を認める意見もあるいっぽうで、「アイヌの先住権や保証などの施策はなくアイヌ文化の振興を謳っただけの法律」との批判もあった。立法に尽力した萱野は「アイヌの生活を底上げするための基金創設が今後の課題」と総括している。また1997年には二風谷ダム建設差し止め訴訟でアイヌ民族の文化享有権を認める判決が下されている。
北海道ウタリ協会は、1987年（昭和62年）から国連先住民作業部会に参加し、1992年には国際先住民年の開幕式典で野村義一理事長が演説するなどアイヌの現状を訴え続けていた。これを受けて2001年（平成13年）に国連の人種差別撤廃に関する委員会は先住民のアイヌの権利促進を勧告するに至った。これに対し日本の対応は鈍かったが、2008年（平成20年）の国連人権理事会によるアイヌ民族との対話の勧告を受けて、同年6月6日に衆参両議会で『アイヌ民族を先住民族とすることを求める決議』を全会一致で採択された。これを受けて有識者懇談会の設置を経て、2019年（平成31年）に『アイヌ施策推進法』が成立し、アイヌの先住民の地位と文化の実在が再確認されることとなった。その後、アイヌ文化の保護を目的とした取り組みを国・自治体で推進しており、前述のアイヌ施策推進法に基づいて策定された地域計画に対して政府が交付金を支給している。